# Dan Quayle
James Danforth Quayle, detto Dan (Indianapolis, 4 febbraio 1947), è un politico statunitense, vicepresidente degli Stati Uniti d'America dal 1989 al 1993 durante l'amministrazione di George H. W. Bush.
In precedenza è stato senatore degli Stati Uniti per l'Indiana dal 1981 al 1989.
Nel 1988, l'allora vicepresidente George H. W. Bush si candidò alla presidenza per il Partito Repubblicano e chiese al suo partito di scegliere Quayle come compagno di corsa. Mentre questa scelta è stata vista con una certa trepidazione, il ticket Bush/Quayle ha vinto le elezioni nel 1988, sconfiggendo i democratici Michael Dukakis e Lloyd Bentsen. In qualità di vicepresidente, Quayle ha visitato ufficialmente 47 paesi ed è stato nominato presidente del National Space Council. Ha tentato la rielezione come vicepresidente nel 1992, ma il ticket Bush/Quayle è stato sconfitto dal democratico Bill Clinton e dal suo vicepresidente, Al Gore.
Nel 1996, ha pubblicato il suo libro di memorie Standing Firm, ma in quel momento ha rifiutato di candidarsi a una carica pubblica a causa di una tromboflebite. Ha corso per la candidatura repubblicana alla presidenza nel 2000, ma si è ritirato e ha sostenuto George W. Bush. Quayle e sua moglie attualmente vivono a Paradise Valley, in Arizona.

## Biografia

### Primi anni
Figlio di Martha Corinne Pulliam e nato in una ricca famiglia di imprenditori (il padre James C. Quayle era un magnate pubblicitario mentre il nonno materno Eugene C. Pulliam era un imprenditore), Dan Quayle si diplomò alla Huntington High School di Huntington nel 1965 e ottenne la laurea in Scienze politiche alla DePauw University nel 1969.
Dopo aver lavorato per qualche tempo come pubblicista nel quotidiano di famiglia Huntington Herald-Press nel 1976 lascia il giornalismo per dedicarsi alla politica, aderendo al Partito Repubblicano. Nello stesso anno è eletto Procuratore Distrettuale dell'Indiana, mentre nel 1980 viene eletto al Senato, carica in cui sarà confermato nel 1986 con una schiacciante maggioranza.
La vittoria alle elezioni del 1980 fa entrare Dan Quayle nel Senato a soli 33 anni. Nell'agosto del 1988 il candidato repubblicano alla Casa Bianca George Herbert Walker Bush lo sceglie come il suo compagno di corsa in vista delle elezioni politiche.

### Vicepresidenza

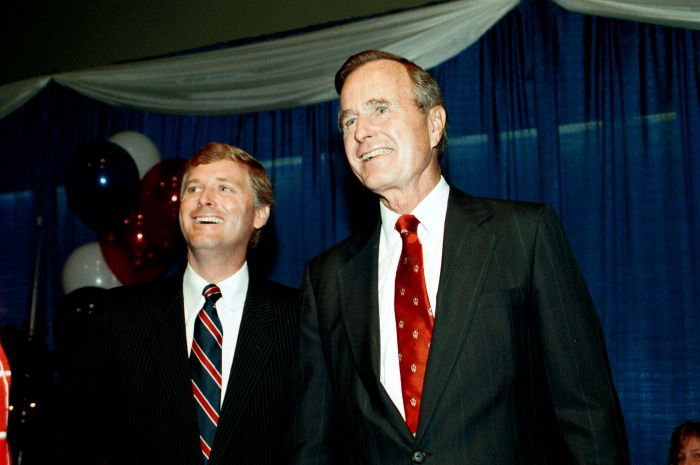
George H. W. Bush e Dan Quayle alla Convenzione nazionale repubblicana del 1988.

Dan Quayle diventa il 44º vicepresidente, dal 20 gennaio 1989 al 20 gennaio 1993 sotto il presidente George H. W. Bush, 41º presidente degli Stati Uniti. Bush aveva scelto il giovane senatore come compagno di corsa nella speranza di attirare ulteriori voti, la coppia Bush-Quayle otterrà il 53,4% alle elezioni svoltesi a novembre, battendo in tal modo il duo democratico Michael Dukakis-Lloyd Bentsen.
La scelta di Quayle è stata in gran parte dovuta a Bush, allora 64 anni, che cercava di ringiovanire la sua candidatura e Quayle, appena 41enne, che gli ha dato questa possibilità. Ma presto cominciarono a sorgere dubbi sul fatto che la rapida ascesa di Quayle fosse dovuta più ai suoi legami familiari privilegiati o a questioni superficiali come l'età o l'immagine, che ai suoi meriti o al talento politico, e molti si chiedevano se fosse qualificato per assumere la presidenza nel caso fosse successo qualcosa al presidente. Lo stesso Quayle è stato responsabile nel rafforzare queste accuse commettendo una serie di errori durante la campagna elettorale che hanno messo in chiaro che potesse non essere abbastanza maturo per affrontare una simile sfida. Nonostante tutto, questi problemi non hanno toccato il ticket Bush-Quayle che ha vinto le elezioni con il 54% dei voti contro il 46% della nomination democratica Dukakis-Bentsen.
Bush ha deciso di non annunciare la sua decisione fino al secondo giorno della Convention nazionale repubblicana tenutasi a New Orleans nello stesso mese. La voce generale a New Orleans era che il prescelto sarebbe stato finalmente qualcuno che non era stato menzionato, il senatore del Wyoming Malcolm Wallop. Ma con sorpresa di tutti, la rete televisiva NBC, poche ore prima di annunciare il nome definitivo, ha dato l'esclusiva che questo sarebbe stato il senatore Dan Quayle. Un perfetto estraneo per chi non era un esperto seguace delle questioni del Senato. In un dibattito televisivo in diretta con il candidato alla vicepresidenza democratica Lloyd Bentsen, Quayle si era superato in impudenza paragonandosi a John F. Kennedy, noto anche come Jack. Bentsen affermò: "Conoscevo Jack Kennedy e lavoravo sotto di lui, senatore, lei non è Jack Kennedy".
In qualità di vicepresidente, gli sforzi di Quayle hanno incluso la conservazione e la promozione dei valori tradizionali. Secondo lui, la rivolta di Los Angeles potrebbe in parte essere spiegata da un calo dei valori morali e della famiglia. Ha denunciato il fatto che uno spettacolo come Murphy Brown in prima serata mostrasse un personaggio che aveva deciso di avere un figlio e crescerlo senza un padre. Il vicepresidente Quayle darà il via a una riforma del sistema aerospaziale americano, e inoltre il 9 febbraio 1989 il presidente Bush lo nomina capo della "Camera di Consiglio e Competitività". Tuttavia, durante tutto il suo mandato vicepresidenziale, egli sarà ridicolizzato dai mass-media a causa della sua scarsa cultura politica e della facilità con cui si impappinava nei discorsi pubblici. Durante la prima Guerra del Golfo egli si dichiara favorevole al conflitto. Quayle, uno dei "falchi" dell'amministrazione Bush, consiglia senza successo al proprio presidente un allargamento delle operazioni militari in tutto l'Iraq, in modo da coinvolgere direttamente anche la stessa capitale Baghdad.
Sempre in qualità di vicepresidente Quayle si candida anche alle elezioni presidenziali del 1992, ma stavolta i candidati repubblicani sono sconfitti dal duo democratico composto da Bill Clinton e Al Gore. Causa della sconfitta per i repubblicani in quelle elezioni è il successo dell'indipendente Ross Perot che, con il 18,9% dei consensi, penalizza fortemente il partito di Quayle, che si ferma al 37,4% dei voti.
Nel 1991 Dan Quayle ha ricevuto il Premio Ig Nobel (parodia del Premio Nobel) "per aver dimostrato meglio di chiunque altro la necessità di un'educazione scientifica".
Quayle è autore, tra gli altri, dei libri Standing Firm: A Vice-Presidential Memoir (HarperCollins, New York, NY - 1994) e Worth Fighting For (Word Publishing, Nashville, TN - 1999) e coautore di The American Family: Discovering the Values that Make us Strong  (con Diane Medved; HarperCollins, New York, NY - 1996).

### Eventi successivi
Nell'aprile del 1999 Quayle si presenta alle elezioni primarie del Partito Repubblicano cercando di ottenere la nomina a candidato presidente. Le primarie sono però vinte da George W. Bush, figlio del suo presidente dieci anni addietro.
Membro onorario dell'Istituto Hudson, ha scritto tre libri: Standing Firm (memorie del suo passato da vicepresidente) nel 1994; The American Family: Discovering the Values that Make Us Strong nel 1996 e Worth Fighting For del 1999. Successivamente ha fondato la "Compagnia America", un movimento politico e culturale ancorato al Partito Repubblicano, di cui è anche segretario.

## Vita privata

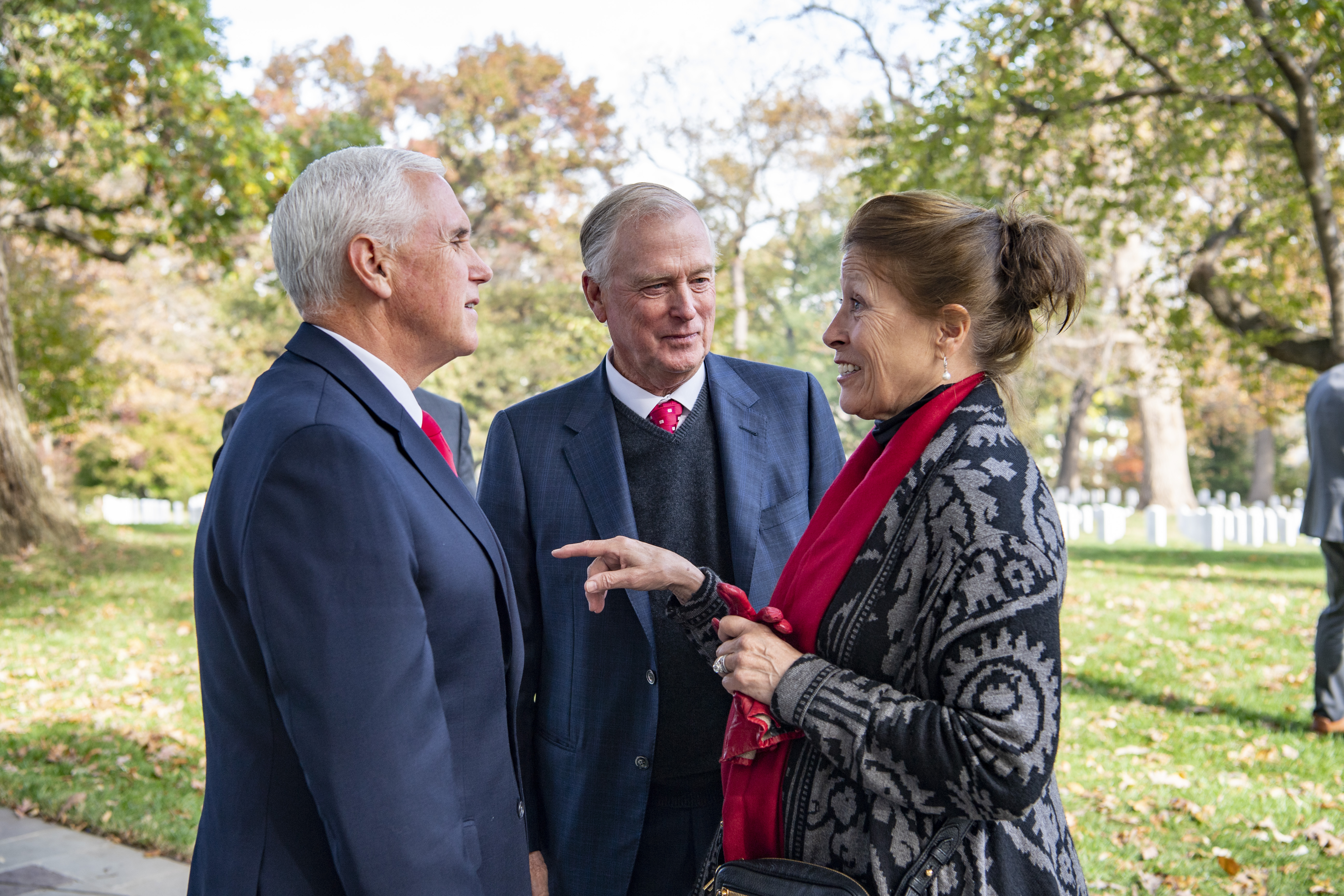
Dan Quayle con la moglie Marilyn e il vicepresidente degli Stati Uniti Mike Pence nel 2019.

Quayle, primo di quattro figli, ha due fratelli e una sorella: Chris, Mike e Martha. Nel novembre del 1972 ha sposato Marilyn Tucker, da cui ha avuto tre figli: Tucker, Benjamin, e Corinne.
È un appassionato di sport, e in particolare di golf, tennis, basket, sci, ippica e pesca. Spesso è stato visto incitare i propri figli al fine di indurli a praticare tali sport. Ama leggere storie ambientate in Inghilterra, nazione da cui i suoi antenati emigrarono.

## Curiosità
- Nel 1991 ha vinto il Premio Ignobel per l'educazione: la motivazione, che lo definiva "consumatore di tempo e occupatore di spazio", era per aver dimostrato, meglio di chiunque altro, il bisogno dell'educazione scientifica.
- In Civilization, Civilization V e Civilization VI il livello più basso di punteggio finale (0 punti) è nominato "Dan Quayle"
- Nell'episodio "Due pessimi vicini di casa" della settima stagione de I Simpson, Bart distrugge le memorie dattiloscritte di George H. W. Bush (guest star della puntata insieme alla moglie Barbara); uno dei brandelli di pagina finisce per un breve istante a favore di camera: sono distinguibili le parole "V.P. Quayle" ed "embarrassment"', ossia "vicepresidente Quayle" ed "imbarazzo"[2].